# Verene Shepherd
Verene Shepherd, née Verene Albertha Lazarus le 16 avril 1951 dans la paroisse de Saint Mary, est une universitaire jamaïcaine qui est professeure d'histoire sociale à l'université des Indes occidentales à Mona. Elle est directrice de l'Institut des études sur le genre et le développement de cette université et se spécialise dans l'histoire sociale jamaïcaine et les études de la diaspora.

## Jeunesse
Shepherd naît à Hopewell, dans la paroisse de Saint Mary en Jamaïque, parmi les dix enfants de Ruthlyn et Alfred Lazarus. Elle fréquente la Huffstead Basic School, la Rosebank Primary School et la St. Mary High School (en), puis obtient un certificat d'enseignement au Shortwood Teachers' College. Shepherd poursuit ses études à l'université des Indes occidentales, où elle obtient un baccalauréat universitaire en histoire en 1976 et un Master of Philosophy dans le même domaine en 1982. Elle obtient ensuite un doctorat de l'université de Cambridge en 1988 pour sa thèse sur l'histoire économique de la Jamaïque coloniale.

## Carrière universitaire
En 1988, Shepherd rejoint le département d'histoire de l'université des Indes occidentales. Elle est élevée au rang de professeure titulaire en 2001, puis est nommée en 2010 comme directrice de l'Institut d'études sur le genre et le développement,. Elle préside l'Association of Caribbean Historians, le Jamaica National Heritage Trust et le Jamaica National Bicentenary Committee. Shepherd est spécialisée dans l'histoire sociale jamaïcaine et les études (en) de la diaspora. Elle est partisane des réparations pour l'esclavage,, et devient coprésidente du Conseil national jamaïcain des réparations en 2016. Shepherd occupe également plusieurs postes au sein du Haut-Commissariat des Nations unies aux droits de l'homme, en tant que membre du groupe de travail d'experts sur les personnes d'ascendance africaine (WGEPAD) et du Comité pour l'élimination de la discrimination raciale. Elle préside le WGEPAD de 2011 à 2014 et fait pression pour la création de la Décennie internationale des personnes d'ascendance africaine (en).

## Controverse duZwarte Piet
En 2013, dans son rôle de présidente du WGEPAD, Shepherd est invitée à enquêter sur le Zwarte Piet. Elle écrit une lettre avec l'entête officielle du Conseil des droits de l'homme des Nations unies au gouvernement des Pays-Bas en proposant de s'orienter vers la fin de cette tradition et, dans une interview ultérieure avec EenVandaag (en), décrit le personnage comme « un retour à l'esclavage ». Sa remarque complique et polarise davantage un débat national en cours, accompagné de protestations et de campagnes sur les réseaux sociaux, en particulier car elle est censée parler au nom de l'ONU alors que ce n'est pas le cas. Ses remarques selon lesquelles Sinterklaas (en), une fête nationale aux Pays-Bas au cœur de la culture néerlandaise, pourrait être supprimée dans son intégralité car « un seul père Noël suffit » (faisant apparemment référence à la version américaine qui descend partiellement de Sinterklaas mais n'est pas identique), provoque de la colère et déclenche une réaction du public qui continue d'avoir des ramifications des années plus tard. Un certain nombre de personnalités publiques, dont Mark Rutte et Geert Wilders, se sont prononcés pour défendre Zwarte Piet. Un responsable belge de l'Unesco affirme par la suite que Shepherd n'avait pas le pouvoir de parler au nom de l'ONU et « abusait du nom de l'ONU pour présenter son propre programme aux médias ».

## Publications sélectives
- (en) Verene Shepherd, Pens and pen-keepers in a plantation society : aspects of Jamaican social and economic history, 1740–1845, Cambridge, Université de Cambridge, 1988 (DOI 10.17863/CAM.19375).
- (en) Verene Shepherd, Transients to Settlers : The Experience of Indians in Jamaica 1845–1950, Leeds, Peepal Tree Press, 1994, 281 p. (ISBN 978-0-948833-32-8).
- (en) Verene Shepherd, Bridget Brereton et Barbara Evelyn Bailey (en) (dir.), Engendering History : Caribbean Women in Historical Perspective, Londres, Palgrave MacMillan, 1995, 406 p. (ISBN 978-0-312-12765-7).
- (en) Verene Shepherd, Women in Caribbean History : The British-Colonised Territories, Kingston, Ian Randle Publishers, 1999, 189 p. (ISBN 978-1-55876-189-6).
- (en) Verene Shepherd, I Want to Disturb My Neighbour : Lectures on Slavery, Emancipation and Postcolonial Jamaica, Kingston, Ian Randle Publishers, 2000, 396 p. (ISBN 978-976-637-255-2).
- (en) Verene Shepherd, Maharani's Misery : Narratives of a Passage from India, Mona, University of West Indies Press, 2002, 177 p. (ISBN 978-976-640-121-4, lire en ligne).
- (en) Verene Shepherd, Working Slavery, Pricing Freedom : Perspectives from the Caribbean, Africa and the African Diaspora, Kingston, Ian Randle Publishers, 2002, 538 p. (ISBN 978-0-85255-465-4).
- (en) Verene Shepherd et Glen L. Richards (dir.), Questioning Creole : Creolisation Discourses in Caribbean Culture, Kingston, Ian Randle Publishers, 2004, 305 p. (ISBN 978-976-637-039-8).
- (en) Verene Shepherd (dir.), Caribbean Slavery in the Atlantic : A Student Reader, Kingston, Ian Randle Publishers, 2004, 1142 p. (ISBN 978-976-8123-61-9).
- (en) Hilary Beckles (en) et Verene Shepherd, Liberties Lost : The Indigenous Caribbean and Slave Systems, Cambridge, Cambridge University Press, 2004, 248 p. (ISBN 978-0-521-43544-4).
- (en) Hilary Beckles (en) et Verene Shepherd, Trading Souls : Europe's Transatlantic Trade in Africans, Kingston, Ian Randle Publishers, 2007, 116 p. (ISBN 978-976-637-306-1, lire en ligne).
- (en) Verene Shepherd, Livestock, Sugar and Slavery : Contested Terrain in Colonial Jamaica, Kingston, Ian Randle Publishers, 2009, 325 p. (ISBN 978-976-637-256-9).